# Починок (Еремеевский сельсовет)
Починок — деревня в Шекснинском районе Вологодской области.
Входит в состав сельского поселения Сиземского (с 1 января 2006 года по 8 апреля 2009 года входила в Еремеевское сельское поселение), с точки зрения административно-территориального деления — в Еремеевский сельсовет.
Расстояние до районного центра Шексны по автодороге — 24 км, до центра муниципального образования Чаромского по прямой — 3 км. Ближайшие населённые пункты — Брыкино, Соколово, Княже.
По переписи 2002 года население — 3 человека.